# 権現町 (宮崎市)
権現町（ごんげんちょう）とは、宮崎県宮崎市内の地名。中央東地域自治区に属している。郵便番号は880-0822。

## 地理
宮崎市の中心部、中央東地域自治区に属する。住宅・マンション等が並ぶ。
北を北権現町・大島町、東を吉村町・浮城町、南を柳丸町、西を江平東1丁目と接する。

## 歴史
- 1927年 - 江平町から権現町が成立。
- 1974年 - 江平町2丁目-3丁目・権現町・御船町から江平東1丁目-2丁目が成立。

## 世帯数と人口
2023年（令和5年）9月1日現在の世帯数と人口は以下の通りである。
| 町丁   | 世帯数  | 人口  |
| ------ | ------- | ----- |
| 権現町 | 495世帯 | 921人 |

## 小・中学校の学区
市立小・中学校に通う場合、学区は以下の通りとなる。
| 町名   | 小学校             | 中学校               |
| ------ | ------------------ | -------------------- |
| 権現町 | 宮崎市立江平小学校 | 宮崎市立宮崎東中学校 |

## 交通

### 鉄道
町域の西端をJR日豊本線が通過している。最寄り駅は宮崎神宮駅。

### バス
宮交グループの運営するバスが営業している。